# 信夫山 (福島市)
地区名としての信夫山（しのぶやま）は、福島県福島市の中央東地域に属する通称地名である。複数の町、字を含む通称であり正式な地名ではないが、地区分類整理上の区分として福島市が各種統計などに用いている。

## 地理
福島市中心市街地北東部の旧五十辺村、小山荒井村、森合村域のうち、概ね信夫山南側斜面周辺を指す。北で御山と、東で五十辺地区（北より大森、岩谷）と、南で東から入江町、春日町、霞町、御山町、森合町と、西で森合と隣接する。そのほとんどが1940年代に当時の福島市内で行われた大字廃止に伴う地番呼称変更が実施されなかった地域であり、旧来の字名が用いられている。また、五十辺地区の各字やもともと吉井田、杉妻地域であった南町とともに中央地域では住居表示が行われていない地域でもある。市のシンボルとして親しまれている地域であり、各種公共施設が多く立地し、また斜面でありながら住宅地区としての側面も持つ。

### 山
- 信夫山

## 地区内の町・字

### 南平（なんぺい）
郵便番号は960-8213。人口は6世帯16人。地区西端に当たり、信夫山南斜面に位置する。域内の南側を学校施設が占め、その西側に住宅が建ち並ぶ。北側は山林が広がる。
施設
- 福島市立福島第四中学校

### 狐塚畑（きつねづかはた）
郵便番号は960-8016。人口は22世帯35人。信夫山の麓にて南平、狐山と森合町に挟まれた東西に細長い区域である。中央部にて森合町に属する寺院の区画が北に張り出しているため、東西両側に飛地状に分かれている。福島第四中学校境界の緑地帯のほかは民家が建ち並ぶ。

### 狐山（きつねやま）
郵便番号は960-8015。人口は0人。南平の東にて南北に延びる区域である。福島第四中学校の校庭の一部と、道路区画、トンネル管理施設のほかは山林が占める。
施設
- 福島市立福島第四中学校（校庭）
- 国道13号信夫山トンネル

### 狐塚（きつねづか）
郵便番号は960-8017。人口は非公表。狐山の東に位置する。南西側は森合町に属する福島税務署の区画が食い込む形状である。域内は公共施設で占められており、定住する住民は福島自立更生促進センターの入所者のみであるため人口の公表は行われていない。
施設
- 福島法務合同庁舎
  - 福島地方検察庁
- 福島自立更生促進センター
- ハローワーク福島

### 下狐塚（しもきつねづか）
郵便番号は単独設定されておらず960-0000。人口は0世帯0人。狐塚の南側、森合町と御山町に囲まれた狭い区域である。ハローワーク福島の臨時駐車場として用いられる旧福島刑務所跡地の更地のみであり、建造物は塀のみで、定住人口はいない。

### 太子堂（たいしどう）
郵便番号は単独設定されておらず960-0000。人口は0世帯0人。狐塚の北東側であり、全域を駒山公園、信夫山公園とその周囲の山林が占め、定住人口はいない。福島市街地から信夫山山中への入口にあたり、春の花見の時期には域内の信夫山公園駐車場に大規模な花見茶屋が設営され、行楽の中心としての役割を持つ。
施設
- 信夫山公園
- 駒山公園

### 堂殿（どうでん）
郵便番号は960-8024。人口は0世帯0人。太子堂の東側に位置し、域内は神社とその関連施設が占める。駒山に属する福島県護国神社の参道と崇敬会事務所が当域内に北から大きく張り出すため、U字型の区域となっている。
施設
- 福島県護国神社（手水舎）
  - 福島県遺族会館
  - 信夫山天満宮（撫で牛）
- 黒沼神社

### 駒山（こまやま）
郵便番号は960-8025。人口は5世帯14人。狐山の東、狐塚、太子堂、堂殿の北側で東西に延びる区域である。信夫山の南側斜面に位置し、西端に民家が、東端に福島県護国神社があるほかは山林が占める。
施設
- 福島県護国神社

### 大明神（だいみょうじん）
郵便番号は960-8023。人口は80世帯118人。堂殿、駒山の東側にて南北に延びる区域を持つ。域内の大半を福島市営御山墓地が占めており、周辺に寺院、石材店、飲食店が立地する。南端に大型の集合住宅が立地するため、地域内でも定住人口の比較的多い区域である。
施設
- 福島市営御山墓地
- 浄土宗大円寺

### 狩野（かりの）
郵便番号は960-8026。人口は25世帯35人。大明神の東側、春日町との間で南北に延びる区域を持つ。

### 清水山（しみずやま）
郵便番号は960-8122。人口は非公表。大明神の北東に位置する。北西側は市営御山墓地が占め、東側に民家が点在する。

### 大平山（おおひらやま）
郵便番号は960-8014。人口は非公表。大明神、狩野、大平山の北側に位置する。南東部は市営御山墓地、北部を寺院とその駐車場が占め、その他は山林が広がる。
施設
- 真言宗遍照院

### 山居上（さんきょうえ）
郵便番号は960-8124。人口は0人。南側に福島東稜高等学校の学校施設が立地するほかは山林が広がり、定住人口はいない。
施設
- 福島東稜高等学校

### 鴇頭森（ときとうもり）
郵便番号は960-8125。人口は非公表。山居上の東側に位置する。南西端に福島東稜高等学校の施設があるほかは山林が広がる。

### 小金山（こがねやま）
郵便番号は960-8121。人口は27世帯58人。地区最東端で鴇頭森の東に位置する。西側は斜面上に民家が建ち並び、東側は岩谷に位置する観音寺の墓地となっている。

### 所窪（ところくぼ）
郵便番号は960-8123。人口は107世帯222人。清水山の東側に位置する市営所窪団地が占める区画と、鴇頭森、小金山の北側に位置する信夫山中腹部の信夫山公園が広がる区画に飛地上に分断され所在する。大型の集合住宅があるため、地区内で最も人口が多い。
施設
- 市営所窪団地
- 信夫山公園第2展望台

## 交通

### 鉄道
- 域内に鉄道施設は存在しない。

### 道路
- 国道13号
  - 信夫山トンネル
- 福島市道145号御山町信夫山線